# Чінчвад
Чінчвад практично є передмістям міста Пуне в агломерації Пуне, штат Махараштра. Чінчвад складається з кількох міст-передмість, знаходиться на північному заході Пуне та добре пов'язаний з центром Мумбайським шосе.

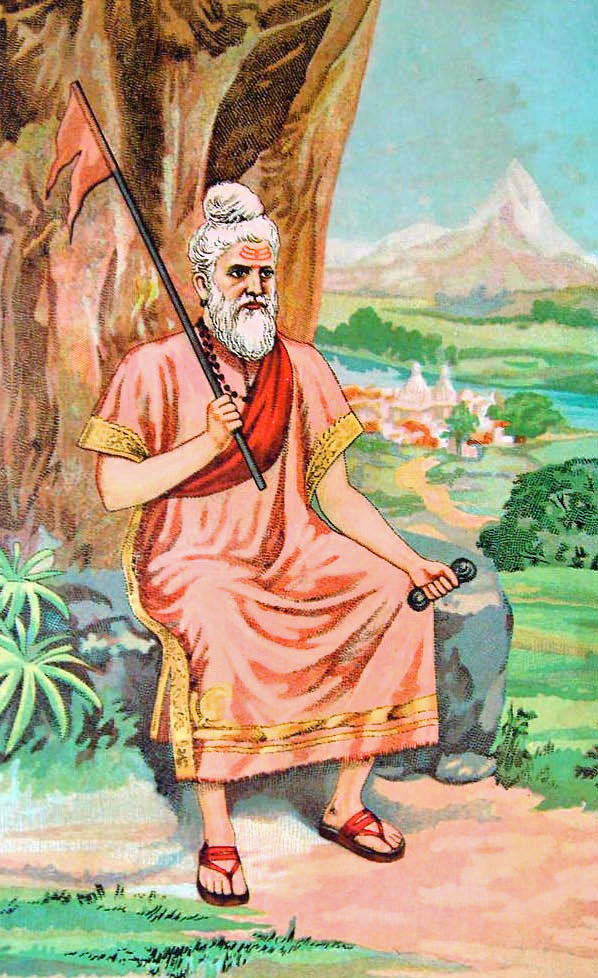
Морія Ґосаві

Традиційним святом в місті є Ганеша-чатхуртхі, також відзначають Дасара, протягом святкувань усі підприємства зачинені. В місті розташований храм Морія Ґосаві.
Поруч з Чінчвадом будується метро Пуне, знаходиться багато автомобільних розв'язок з Пуне.
| Індія | Це незавершена стаття з географії Індії. Ви можете допомогти проєкту, виправивши або дописавши її. |